# Experiența primejdioasă
Experiența primejdioasă  (titlul original: în rusă Сплав, transliterat: Splav = aliaj) este un film dramatic sovietic, realizat în 1961 de regizorul Aleksandr Karpov, protagoniști fiind actorii Kanabek Baiseitov, Nurmuhan Janturin, Sabira Maikanova și Raisa Muhamediarova.

## Conținut
Directorul institutului de cercetare, profesorul Jantuar Usenov revine la Alma-Ata după un test nereușit al unui nou aliaj, într-o uzină din Ural. La aerodromul Sverdlovsk, întâlnește un asistent de cercetare Beken Asanov. În urmă cu doi ani, acesta și-a trimis lucrarea profesorului și nu a primit încă niciun răspuns. Tânărul om de știință îl acuză pe Usenov de indiferență.
Întorcându-se la institut, Usenov află că talentatul său asistent Egor Nikitin, fiind expus unei doze de radiații a trebuit să se interneze la spital. Găsind dosarul lui Asanov, profesorul descoperă propuneri interesante în această lucrare. Usenov își dă seama că întradevăr, el nu le permite tinerilor să lucreze independent, așa că îl cheamă pe Asanov la institut și încep împreună experimentele.
La institut, Asanov se întâlnește cu fiica lui Usenov, Kamilia, de care a fost cândva îndrăgostit...

## Distribuție
- Kanabek Baiseitov – Jantuar Usenov
- Nurmuhan Janturin – Beken Asanov
- Sabira Maikanova – Dametken
- Raisa Muhamediarova – Kamilia Usenov
- Vsevolod Safonov – Egor Nikitin
- Muhtar Bahtîghereev –
- H. Karimov –
- Lidia Martiușova –
- Vitali Beliakov –
- Șolpan Djandarbekova –
- K. Kojabeikov –
- N. Ismailova –